# Nueva Colombia
Nueva Colombia é uma cidade do Paraguai, Departamento Cordillera.

## Transporte
O município de Nueva Colombia é servido pelas seguintes rodovias:
- Caminho em terra ligando a cidade ao município de Altos
- Caminho em pavimento ligando a cidade ao município de Emboscada
- Caminho em pavimento ligando a cidade ao município de Loma Grande[1][2][3]